# العلاقات السنغالية الهندية
العلاقات السنغالية الهندية هي العلاقات الثنائية التي تجمع بين السنغال والهند.

## مقارنة بين البلدين
هذه مقارنة عامة ومرجعية للدولتين:
| وجه المقارنة                                              | السنغال                                              | الهند                       |
| --------------------------------------------------------- | ---------------------------------------------------- | --------------------------- |
| المساحة (كم2)                                             | 196.72 ألف                                           | 3.29 مليون                  |
| عدد السكان (نسمة)                                         | 15.85 مليون                                          | 1.35 مليار                  |
| الكثافة السكانية (ن./كم²)                                 | 80.57                                                | 410.33                      |
| العاصمة                                                   | داكار                                                | نيودلهي                     |
| اللغة الرسمية                                             | لغة فرنسية، اللغة الولوفية، باديارا ‏، اللغة البلنتية | اللغة الهندية، لغة إنجليزية |
| العملة                                                    | فرنك غرب أفريقي                                      | روبية هندية                 |
| الناتج المحلي الإجمالي (بليون دولار)                      | 16.37 مليار                                          | 2.60 تريليون                |
| الناتج المحلي الإجمالي (تعادل القوة الشرائية) بليون دولار | 36.62 مليار                                          | 8.00 تريليون                |
| الناتج المحلي الإجمالي الاسمي للفرد دولار أمريكي          | 899                                                  | 1.60 ألف                    |
| الناتج المحلي الإجمالي للفرد دولار أمريكي                 | 2.33 ألف                                             | 5.70 ألف                    |
| مؤشر التنمية البشرية                                      | 0.466                                                | 0.609                       |
| رمز المكالمات الدولي                                      | +221                                                 | +91                         |
| رمز الإنترنت                                              | .sn                                                  | .in، .भारत ‏، .بھارت ‏،        |
| المنطقة الزمنية                                           | 00                                                   | ت ع م+05:30، توقيت الهند    |

## منظمات دولية مشتركة
يشترك البلدان في عضوية مجموعة من المنظمات الدولية، منها:
| علم المنظمة | اسم المنظمة                        | تاريخ انضمام السنغال | تاريخ انضمام الهند |
| ----------- | ---------------------------------- | -------------------- | ------------------ |
|             | يونسكو                             | 10 نوفمبر 1960       | 4 نوفمبر 1946      |
|             | الفريق المعني برصد الأرض           | ?                    | ?                  |
|             | مؤسسة التمويل الدولية              | 31 أغسطس 1962        | 20 يوليو 1956      |
|             | منظمة حظر الأسلحة الكيميائية       | ?                    | ?                  |
|             | مؤسسة التنمية الدولية              | 31 أغسطس 1962        | 24 سبتمبر 1960     |
|             | منظمة التجارة العالمية             | ?                    | 1995               |
|             | وكالة ضمان الاستثمار متعدد الأطراف | 12 أبريل 1988        | 6 يناير 1994       |
|             | الاتحاد البريدي العالمي            | ?                    | ?                  |
|             | الاتحاد الدولي للاتصالات           | 15 نوفمبر 1960       | 1869               |
|             | منظمة الشرطة الجنائية الدولية      | ?                    | ?                  |
|             | الأمم المتحدة                      | 28 سبتمبر 1960       | 30 أكتوبر 1945     |
|             | البنك الدولي للإنشاء والتعمير      | 31 أغسطس 1962        | 27 ديسمبر 1945     |
|             | البنك الإفريقي للتنمية             | ?                    | ?                  |

## أعلام
هذه قائمة لبعض الشخصيات التي تربطها علاقات بالبلدين:
- بالاكريشنا شيتي (دبلوماسي هندي، 15 يونيو 1950 – )

## وصلات خارجية
- موقع وزارة الخارجية السنغالية
- موقع وزارة الخارجية الهندية